# Joop Burgers
Joop Burgers (n. Ámsterdam, 25 de abril de 1940) es un exfutbolista neerlandés que jugaba en la demarcación de centrocampista.

## Selección nacional
Jugó un total de un partido con la selección de fútbol de los Países Bajos. Lo hizo el 17 de octubre de 1965 para la clasificación para la Copa Mundial de Fútbol de 1966 contra Suiza en un encuentro que finalizó con un resultado de empate a cero.

## Clubes
| Club          | País         | Año         | Partidos | Goles |
| ------------- | ------------ | ----------- | -------- | ----- |
| DWS Amsterdam | Países Bajos | 1960 - 1969 | 118      | 5     |
| HFC Haarlem   | Países Bajos | 1969 - 1973 | 71       | 3     |

## Palmarés

### Campeonatos nacionales
| Título         | Club          | País         | Año  |
| -------------- | ------------- | ------------ | ---- |
| Eredivisie     | DWS Amsterdam | Países Bajos | 1964 |
| Eerste Divisie | HFC Haarlem   | Países Bajos | 1972 |